# Burgstall Berganger
Der Burgstall Berganger bezeichnet eine abgegangene mittelalterliche Höhenburg etwa 450 Meter nördlich der  Filialkirche Mariä Geburt in Berganger, einem Ortsteil der Gemeinde Baiern im Landkreis Ebersberg in Bayern.
Von der ehemaligen Burganlage ist nichts erhalten, heute ist die Stelle als Bodendenkmal 
D-1-8037-0030 mit der Bezeichnung „Burgstall des hohen Mittelalters“ vom Bayerischen Landesamt für Denkmalpflege erfasst.